# Ester Nilsson
Ester Kristina Nilsson, född 26 oktober 1886 i Kvidinge socken, död 7 juni 1962 i Bromma, var en svensk journalist och landets första reporter specialiserad på lantbruk.

## Yrkesliv
Nilsson föddes 1886 och växte upp i Kvidinge socken i Skåne med fem syskon. Hennes far Wilhelm Nilsson ägde ett bryggeri och modern hette Anna Lovisa Andersson. 1900 flyttade hon till Helsingborg, där hon bodde hos en fostermor, Olivia Andersson, som var sömmerska. Hon arbetade efter det som småskollärare 1905–1909, framför allt i Torstuna församling i Uppland och troligen även under något år i Skåne. Därefter avslutade hon lärarbanan.
1911 började hon istället arbeta på Stockholms Dagblad, och kom att ägna resten av sitt yrkesverksamma liv åt journalistik. Inledningsvis gjorde hon det som volontär, men sedan började hon skriva med signaturen "La Plume". Carl Gustaf Tengwall, som var Stockholms Dagblads redaktionschef, deklarerade att tidningen skulle uppmärksamma ”kvinnorna, deras intressen och deras strävanden”, och i samband med det rekryterades Nilsson till tidningen. På redaktionen verkade även rösträttskvinnor som Else Kleen och Elisabeth Krey-Lange. Under första världskriget skrev Nilsson bland annat mycket om barnens situation och hunger. Mellan 1917 och 1919 var hon parallellt med sitt arbete på Stockholms Dagblad också redaktionssekreterare för tidskriften Nytt och gammalt från det sociala arbetsfältet.
1919 gick Nilsson över till Stockholms-Tidningen, där hon började bevaka skolfrågor. En särskilt viktig fråga var om högre allmänna läroverk skulle vara öppna för både flickor och pojkar, vilket de blev 1927. Hon bevakade även kultur och kyrkliga frågor, fram tills att Ewald Stomberg blev tidningens chef. Han tog initiativ till vad som kallades för "aktiv journalistik", där man anordnade tävlingar, insamlingar och aktiviteter som innebar egenskapade nyheter. Därigenom skulle man vinna jordbruksbefolkningen som läsekrets. Nilsson blev särskilt framgångsrik på området, och anordnade bland annat utställningar och tävlingar runtom i Sverige. Hon gav även en röst åt Jordbrukare-Ungdomens Förbund, och bevakade lantbruksfrågor och nyheter under signaturen Job Parker. Hon var även under många år redaktör för Stockholms-Tidningens bilaga Lantmannabladet.
Nilsson lämnade Stockholms-Tidningen 1954, något år innan den såldes till LO. Fram till sin död fortsatte hon att skriva för Lantmannabladet. Hon avled 1962 och var då bosatt på Nockeby familjehotell.

## Föreningsengagemang
Nilsson var även engagerad i Fredrika Bremer-förbundet. För förbundets räkning deltog hon som suppleant vid den åttonde internationella kvinnliga rösträttskongressen i Genève 1920. För Stockholms stads hushållsskola skrev hon även läroboken Husmor och hembiträde 1923. Hon var även en av de första journalister som engagerade sig fackligt. Hon var ledamot i Svenska Journalistförbundets valnämnd 1923–1934 och ombud på förbundets kongress 1937. Hon blev medlem i Publicistklubben 1913 och var ledamot i dess stipendienämnd 1929–1930.